# Indywidualne mistrzostwa świata 250 cm³ na żużlu
Indywidualne mistrzostwa świata 250 cm³ na żużlu (ang. Speedway Youth World Championship) – międzynarodowe rozgrywki miniżużlowe dla zawodników od 13. do 16. roku życia w kategorii pojemnościowej 250 cm³. Rozgrywane są od 2017 roku (od 2022 roku jako Grand Prix 3). Zastąpiły rozgrywany w latach 2010–2013 turniej o Złote Trofeum FIM 250 cm³ oraz rozgrywany w latach 2014–2016 indywidualny Puchar Świata 250 cm³.

## Medaliści
| 2 rundy        |
| -------------- |
| Goričan Pilzno |

| 2 rundy |
| ------- |
| Teterow |

| 2 rundy |
| ------- |
| Opole   |